# Astragalus inversus
Astragalus inversus es una especie de planta del género Astragalus, de la familia de las leguminosas, orden Fabales.

## Distribución
Astragalus inversus se distribuye por Estados Unidos.

## Taxonomía
Fue descrita científicamente por M. E. Jones. Fue publicada en Zoe 4: 276 (1893).